# Lance Stephenson
Lance Stephenson (Brooklyn, 5 settembre 1990) è un cestista statunitense.

## Caratteristiche tecniche
Gioca nel ruolo di guardia, ma può essere adattato sia come playmaker che come ala piccola. Gli è stato attribuito il soprannome di "Born Ready" per via delle sue capacità tecniche e delle sue giocate.Nel 2022 è stato nominato the greatest basketball player of busto arsizio il miglio premio per i giocatori della regione scandinava.

## Carriera
Lance Stephenson attirò per la prima volta l'attenzione degli scout quando aveva dodici anni. Clark Francis, un osservatore di giovani talenti, lo vide giocare nel torneo Amateur Athletic Union (AAU) del Bronx. Prima di cominciare il suo percorso liceale, ha frequentato l'Adidas ABCD Camp, dove ha affrontato un altro futuro professionista in NBA, Ovinton J'Anthony Mayo, in una partita uno contro uno.
Nell'estate del 2005, Stephenson si iscrisse alla Bishop Loughlin Memorial High School, ma frequentò questa scuola solamente per pochi giorni. Cominciò a frequentare la Abraham Lincoln High School, vicino alla sua casa di Coney Island. Anche altri giocatori della NBA, come Stephon Marbury e Sebastian Telfair avevano frequentato questa scuola. L'allenatore Dwayne Morton dichiarò: "Stephenson ha sempre parlato di superare Stephon e Sebastian" e lo ha definito come "il miglior giocatore che abbia mai allenato alla Lincoln". Quell'anno Stephenson guidò i Railsplitters alla vittoria del titolo cittadino.
La Lincoln High School vinse nuovamente il titolo negli anni successivi e Stephenson venne premiato per due anni consecutivi dal New York Daily News come miglior giocatore dell'anno. Nella sua stagione da sophomore, è stato il più giovane giocatore presente nel film Gunnin' for That No. 1 Spot, che ha seguito otto prospetti delle scuole superiori. Nella sua stagione da junior, è stato convocato nella squadra maschile di pallacanestro All-USA di USA Today, unico giocatore non senior a ricevere questo onore.

### NBA
Il 7 aprile 2010, Stephenson annunciò la sua intenzione di abbandonare il college e decise di dichiararsi eleggibile al Draft NBA 2010. Al Draft venne scelto dagli Indiana Pacers con la quarantesima chiamata assoluta.

#### Indiana Pacers (2010-2014)
Nel suo debutto alla Summer League di Las Vegas mette a referto 21 punti, 4 rimbalzi e 3 assist, contribuendo significativamente alla vittoria per 88 a 77 contro gli Orlando Magic. Grazie ad altre buone prestazioni convince la dirigenza a proporgli un contratto di più anni, che firma il 22 luglio.
Il 27 febbraio 2011 esordisce in maglia Pacers giocando 4 minuti contro i Phoenix Suns mettendo a segno due punti, catturando un rimbalzo e distribuendo 2 assist. Il 25 aprile 2012, Stephenson conquista la sua prima partenza da titolare nella partita contro i Chicago Bulls, mettendo subito a referto 22 punti e candidandosi come guardia titolare per i futuri Pacers. Nella stagione successiva si conferma come uno dei giocatori più migliorati dell'intera lega diventando il giocatore con più triple doppie in attivo nella stagione regolare.
Nei Playoffs 2014 si rese protagonista di un feud con LeBron James; oltre ad aver fatto molto trash talking col cestista all'epoca dei Miami Heat (venendo anche criticato dal d.g. dei Pacers Larry Bird), in gara-5 Stephenson soffiò nell'orecchio di LBJ, e il suo gesto divenne virale sul web.

#### Charlotte Hornets (2014-2015)
Il 16 luglio 2014 firmò un contratto triennale a 27 milioni di dollari con gli Charlotte Hornets, rifiutando così un contratto quinquennale da 44 milioni di dollari offertogli dalla franchigia di Indianapolis.
Tuttavia l'annata in Carolina Del Nord non fu delle migliori, in quanto lui fu costretto a saltare 14 partite per via di un infortunio(una distorsione pelvica) e in 61 partite giocate lui è partito titolare solo 25 volte e la squadra non riuscì a qualificarsi ai Playoffs (traguardo che l'anno precedente venne raggiunto con un record di 43 vittorie e 39 sconfitte), arrivando undicesima totalizzando 33 vittorie e 49 sconfitte.

#### Los Angeles Clippers (2015-2016)
Il 15 giugno 2015 viene ceduto ai Los Angeles Clippers in cambio di Matt Barnes e Spencer Hawes.

#### Memphis Grizzlies (2016)
Dopo l'esperienza non delle migliori ai Clippers il 18 febbraio 2016 venne ceduto ai Memphis Grizzlies, insieme a una futura prima scelta al draft NBA del 2019, in cambio di Jeff Green.
L'11 marzo 2016 mise a segno il suo career-high points di 33 punti in una vittoria 121-114 contro i New Orleans Pelicans. Ma alla fine dei conti anche l'esperienza a Memphis per Lance non fu delle migliori, seppur sia quella in cui tenne la sua media punti più alta attualmente (ovvero 14,2 a partita).
A fine stagione diventò free agent.

#### New Orleans Pelicans (2016)
Dopo un'estate dove lui disse di essere disponibile anche ad ascoltare offerte provenienti dall'Europa e dalla Cina, Born Ready il 14 settembre firmò un contratto con i New Orleans Pelicans a 1,22 milioni di dollari di cui solo 100.000 garantiti. Alla fine della pre-season Lance arrivò a giocarsi il 15º e ultimo posto in squadra con Alonzo Gee; il ballottaggio venne vinto da Lance che riuscì ad avere la meglio sull'ala piccola di Palm Beach guadagnandosi quindi il 15º posto nel roster.
Il 5 novembre subisce un grave infortunio all'inguine durante la gara contro i Phoenix Suns che lo costringe a operarsi e a stare in infermeria fino a gennaio. Allora l'8 novembre, visti i lunghi tempi di recupero, venne tagliato dai Pelicans. Il suo posto venne poi preso da Archie Goodwin.

#### Minnesota Timberwolves (2017)
Dopo aver smaltito l'ultimo infortunio in gennaio, il 7 febbraio 2017 firmò un contratto di 10 giorni con i Minnesota Timberwolves. Giocò solo 4 partite con i lupi, e la sua esperienza terminò dopo 8 giorni in quanto il 15 febbraio nella gara persa in trasferta per 116-108 contro i Cleveland Cavaliers subì un grave infortunio alla caviglia. A seguito di questo infortunio i T'Wolves decisero di non prolungare ulteriormente il contratto di Born ready. Smaltito l'infortunio il 9 marzo tornò a giocare nei Timberwolves con cui siglò un secondo contratto di 10 giorni. Tuttavia il 16 marzo (a 2 giorni dal termine del secondo contratto decadale) nella gara contro giocata contro i Boston Celtics (persa in trasferta dai lupi per 117-104) Stephenson subì un nuovo infortunio alla caviglia, che convinse la dirigenza della squadra blu a non rinnovare ulteriormente il suo contratto.

#### Ritorno agli Indiana Pacers (2017-2018)
Il 30 marzo 2017 gli Indiana Pacers bisognosi di una guardia, decisero di tagliare l'infortunato Rodney Stuckey, e lo sostituirono proprio con Stephenson che tornò ai Pacers dopo quasi 3 anni; Stephenson firmò con la squadra di Indianapolis con opzione alla squadra per il terzo anno. Il 1º aprile, durante la sua conferenza stampa con cui inaugurò il suo ritorno a Indianapolis, Lance dichiarò sorprendentemente che il suo ritorno è paragonabile a quello di Michael Jordan dopo i 2 ritiri. La squadra arrivò settima in RS a est con un record di 43-39 e affrontò ai Playoffs i Cleveland Cavaliers di LeBron James. In gara-1 Stephenson partì dalla panchina e non sfigurò in quanto segnò 16 punti in 26 minuti (venendo marcato anche da LeBron James in alcuni frangenti della partita), che tuttavia non consentirono ai Pacers di vincere in quanto persero 109-108 non riuscendo poi a capitalizzare il possesso finale con cui ebbero la possibilità di segnare il 110-109. Nonostante l'eliminazione al primo turno della squadra giallobianca per 4-0, Stephenson tenne 16 punti di media a partita, suo career-high.
La stagione successiva giocò tutte le 82 partite della squadra dando un ottimo contributo in uscita dalla panchina (solo 7 volte partì in quintetto) al raggiungimento inatteso del quinto posto a est. Tale piazzamento era inatteso in quanto a seguito della cessione della stella della franchigia Paul George in cambio di Victor Oladipo e Domantas Sabonis in estate in pochi credevano che i Pacers potessero raggiungere i playoffs. Importanti, oltre a Stephenson, furono proprio Oladipo (che andò all'All-Star Game) e Sabonis nell'economia della stagione della franchigia di Indianapolis, che nella postseason riaffrontò al primo turno i Cleveland Cavaliers di LeBron James, venendo eliminata nella decisiva gara sette, conclusasi sul 105-101 per la compagine dell'Ohio.
Alla fine della stagione i Pacers declinarono per la seconda volta la team option su di lui.

#### Los Angeles Lakers (2018-2019)
Il 2 luglio 2018 firmò con i Los Angeles Lakers, freschi della firma dell'ex-nemico LeBron James che ebbe un ruolo importante per portare Stephenson a vestire i colori gialloviola.

### Cina (2019-2020)
Il 1º agosto 2019 si trasferì in Cina ai Liaoning Flying Leopards.

## Statistiche

### College
| Anno      | Squadra             | PG | PT | MP   | TC%  | 3P%  | TL%  | RP  | AP  | PRP | SP  | PP   |
| --------- | ------------------- | -- | -- | ---- | ---- | ---- | ---- | --- | --- | --- | --- | ---- |
| 2009-2010 | Cincinnati Bearcats | 34 | 32 | 28,2 | 44,0 | 21,9 | 66,4 | 5,4 | 2,5 | 0,9 | 0,2 | 12,3 |
| Carriera  | Carriera            | 34 | 32 | 28,2 | 44,0 | 21,9 | 66,4 | 5,4 | 2,5 | 0,9 | 0,2 | 12,3 |

### NBA

#### Regular season
| Anno      | Squadra            | PG  | PT  | MP   | TC%  | 3P%  | TL%  | RP  | AP  | PRP | SP  | PP   |
| --------- | ------------------ | --- | --- | ---- | ---- | ---- | ---- | --- | --- | --- | --- | ---- |
| 2010-2011 | Indiana Pacers     | 12  | 0   | 9,6  | 33,3 | 0,0  | 78,6 | 1,5 | 1,8 | 0,3 | 0,0 | 3,1  |
| 2011-2012 | Indiana Pacers     | 42  | 1   | 10,5 | 37,6 | 13,3 | 47,1 | 1,3 | 1,1 | 0,5 | 0,1 | 2,5  |
| 2012-2013 | Indiana Pacers     | 78  | 72  | 29,2 | 46,0 | 33,0 | 65,2 | 3,9 | 2,9 | 1,0 | 0,2 | 8,8  |
| 2013-2014 | Indiana Pacers     | 78  | 78  | 35,3 | 49,1 | 35,2 | 71,1 | 7,2 | 4,6 | 0,7 | 0,1 | 13,8 |
| 2014-2015 | Charlotte Hornets  | 61  | 25  | 25,8 | 37,6 | 17,1 | 62,7 | 4,5 | 3,9 | 0,6 | 0,1 | 8,2  |
| 2015-2016 | L.A. Clippers      | 43  | 10  | 15,8 | 49,4 | 40,4 | 70,0 | 2,5 | 1,4 | 0,6 | 0,1 | 4,7  |
| 2015-2016 | Memphis Grizzlies  | 26  | 3   | 26,6 | 47,4 | 35,5 | 81,5 | 4,4 | 2,8 | 0,7 | 0,2 | 14,2 |
| 2016-2017 | N.O. Pelicans      | 6   | 0   | 27,0 | 47,3 | 10,0 | 62,5 | 3,0 | 4,8 | 0,3 | 0,2 | 9,7  |
| 2016-2017 | Minnesota T'wolves | 6   | 0   | 11,2 | 47,6 | 0,0  | 50,0 | 1,8 | 0,8 | 0,0 | 0,0 | 4,3  |
| 2016-2017 | Indiana Pacers     | 6   | 0   | 22,0 | 40,9 | 62,5 | 66,7 | 4,0 | 4,2 | 0,5 | 0,3 | 7,2  |
| 2017-2018 | Indiana Pacers     | 82  | 7   | 22,6 | 42,7 | 28,9 | 66,1 | 5,2 | 2,9 | 0,6 | 0,2 | 9,2  |
| 2018-2019 | L.A. Lakers        | 68  | 3   | 16,5 | 42,6 | 37,1 | 68,5 | 3,2 | 2,1 | 0,6 | 0,1 | 7,2  |
| 2021-2022 | Atlanta Hawks      | 6   | 0   | 11,7 | 38,5 | 0,0  | 50,0 | 2,5 | 1,8 | 0,0 | 0,0 | 1,8  |
| 2021-2022 | Indiana Pacers     | 40  | 1   | 18,6 | 45,8 | 31,0 | 79,5 | 2,8 | 3,9 | 0,6 | 0,1 | 9,3  |
| Carriera  | Carriera           | 554 | 200 | 22,9 | 44,5 | 31,4 | 69,4 | 4,1 | 2,9 | 0,6 | 0,1 | 8,6  |

#### Play-off
| Anno     | Squadra           | PG | PT | MP   | TC%  | 3P%  | TL%  | RP  | AP  | PRP | SP  | PP   |
| -------- | ----------------- | -- | -- | ---- | ---- | ---- | ---- | --- | --- | --- | --- | ---- |
| 2012     | Indiana Pacers    | 4  | 0  | 3,0  | 22,2 | 50,0 | 50,0 | 0,0 | 0,3 | 0,0 | 0,0 | 1,5  |
| 2013     | Indiana Pacers    | 19 | 19 | 35,4 | 40,8 | 28,1 | 62,2 | 7,6 | 3,3 | 1,2 | 0,1 | 9,4  |
| 2014     | Indiana Pacers    | 19 | 19 | 37,1 | 45,5 | 35,8 | 71,4 | 6,9 | 4,2 | 0,8 | 0,2 | 13,6 |
| 2016     | Memphis Grizzlies | 4  | 0  | 23,8 | 52,3 | 40,0 | 80,0 | 1,5 | 1,8 | 0,3 | 0,0 | 13,0 |
| 2017     | Indiana Pacers    | 4  | 0  | 26,8 | 50,9 | 38,9 | 75,0 | 5,3 | 2,8 | 0,5 | 0,0 | 16,0 |
| 2018     | Indiana Pacers    | 7  | 0  | 21,3 | 46,2 | 30,8 | 55,6 | 2,7 | 2,9 | 0,3 | 0,1 | 10,4 |
| Carriera | Carriera          | 57 | 38 | 30,5 | 44,8 | 33,0 | 67,0 | 5,6 | 3,2 | 0,8 | 0,1 | 11,1 |

## Palmarès
- McDonald's All-American Game (2009)